# Praying with Anger
Praying with Anger ist ein US-amerikanisches Filmdrama aus dem Jahr 1992 und das Debüt von M. Night Shyamalan, der das Drehbuch schrieb, Regie führte und die Hauptrolle übernahm. Der Film wurde auf dem Internationalen Filmfestival von Toronto uraufgeführt, wurde aber nur in wenigen amerikanischen Kinos und auf Filmfestivals gezeigt.

## Handlung
Dev Raman, ein junger US-Amerikaner mit indischen Wurzeln, beschließt für ein College-Austauschjahr in sein Geburtsland zurückzukehren. Am Anfang hat er Schwierigkeiten, sich in die indische Kultur mit ihren zahlreichen Religionen einzuleben. Doch mit Hilfe seiner Mutter und den Ratschlägen seines Freundes Sanjay schafft er es nach und nach.

## Entstehung und Rezeption
Das Drehbuch verfasste Shyamalan während des Abschlussjahres seines Filmstudiums an der Tisch School of the Arts der New York University. Das Budget von 750.000 US-Dollar Budget bekam Shyamalan durch eine Förderung des American Film Institute und Unterstützung seiner Eltern.
Gedreht wurde Praying with Anger in Indien.
Der Film premierte am 12. September 1992 auf dem Internationalen Filmfestival von Toronto. In seiner Kritik nennt James Berardinelli den Film unoriginell und langweilig, kann sich aber vorstellen, dass Shyamalan durchaus eine Zukunft in der Filmbranche haben könnte. Der Film wurde nur eine Woche lang in wenigen amerikanischen Kinos gezeigt.

## Weblink
- Praying with Anger bei IMDb